# James Snook
James Howard Snook (17. september 1879 - 28. februar 1930) var en amerikansk skytte som deltog i OL 1920 i Antwerpen.
Snook blev olympisk mester to gange i skydning under OL 1920 i Antwerpen. Han vandt i holdkonkurrencerne i 30 m pistol og 50 m pistol.
Han blev dømt til døden for mordet på Theora Hix, en 29-år gammel medicinstudent som han i tre år havde haft et seksuelt forhold til. Han blev henrettet 28. februar 1930 i den elektrisk stol.